# Tintín i el Temple del Sol
Tintin i el Temple del Sol (títol original en francès: Tintin et le Temple du Soleil) és un llargmetratge d'animació francobelga produït pels estudis Belvision i estrenada el 1969.
Adaptat dels àlbums de còmic Les 7 boles de cristall i El Temple del Sol d'Hergé, és el segon llargmetratge d'animació que relata Les Aventures de Tintin i Milú. Ha estat doblada al català.

## Argument
Uns exploradors són atesos d'un de mal misteriós després d'un viatge a Amèrica del Sud. A Moulinsart, Bergamote, l'últim dels exploradors, cau en letargia després d'un tall de corrent i el professor Tournesol és raptat en un vaixell per misteriosos individus. Tournesol ha comès en efecte un sacrilegi portant el braçalet de la mòmia Rascar Capac, portat per l'expedició.
Tintin, el capità Haddock i els Dupondt es llencen a la seva persecució, al Perú. De camí, rebran l'ajuda d'un jove indi quetxua anomenat Zorrino, que els permetrà arribar al Temple del Sol on és retingut Tornassol.

## Repartiment
- Philippe Ogouz: Tintin (veu)
- Claude Bertrand: el capità Haddock (veu)
- Fred Pasquali: Tornassol (veu)
- Guy Piérauld: Dupond (veu)
- Paul Rieger: Dupont (veu)
- Lucie Dolène: Zorrino (veu)
- André Valmy: Bergamotte (veu)
- Henri Virlojeux: Un savi (veu)
- Jacques Marin: Un savi (veu)
- Jean Michaud: el Grand Inca (veu)
- Bernard Musson: Nestor (veu)
- Albert Augier: El mariner del bigoti (veu)
- Jacques Balutin: el lector (veu)
- Jean-Henri Chambois: el comissari peruà (veu)
- Gérard Hernandez: el cap d'estació de Santa Clara (veu)
- Serge Lhorca: el cap d'estació de Jauga (veu)
- Henry Djanik: Un bandit (veu)
- Jean-Louis Jemma: Un policía (veu)
- Roland Ménard: el conferenciant (veu)

## Al voltant de la pel·lícula
- Havent obtingut un bon èxit comercial amb la producció de set dibuixos animats per a la televisió, la societat Belvision es va llançar a la producció de dos llargmetratges per al cinema.[3] Per a la primera pel·lícula, la tria va ser El Temple del sol  que semblava prestar-se bé a ser passada a la pantalla. El contingut de les Les 7 boles de cristall va ser condensat al començament de pel·lícula i presentat per un personatge semblant a Hergé.
- Es van desplegar importants mitjans tècnics i Jacques Brel va escriure una cançó especialment per a la pel·lícula. Tanmateix, es van aportar importants transformacions per Greg al guió original d'Hergé, com l'afegitó del personatge de la filla del cap dels Inques.